# IS12S
Xperia acro HD IS12S（エクスペリア アクロ エイチディー あいえす いちにえす）は、ソニーモバイルコミュニケーションズにより日本国内向けに開発されたauブランドを展開するKDDIおよび沖縄セルラー電話のISシリーズのスマートフォンのひとつである。製造型番はSOI12。
2012年（平成24年）3月8日を以てソニー・エリクソン・モバイルコミュニケーションズ株式会社はソニーモバイルコミュニケーションズ株式会社に社名変更となったため、ソニー・エリクソン・モバイルコミュニケーションズ株式会社名義で開発された機種としては本機種が最終機種となった。

## 概要
IS11S（SOI11）の後継機種でXperia acro HDのau版となる。開発コードネームは「Hayate」。兄弟機種であるNTTドコモ向けのSO-03Dとは、一部仕様が異なる。
IS11Sでは搭載していなかった防水性能・デュアルコアCPU・HD液晶を搭載している。ただし+WiMAX（モバイルWiMAX）には非対応であるほか、SO-03Dと異なりテザリングはサポートしていない。
なお、同期に発表された同じau向けモトローラ・モビリティ製スマートフォンのMOTOROLA RAZR IS12M（MOI12）同様、バッテリーカバーの着脱は不可であるためユーザー自身が自ら電池パックを交換する事ができない。交換は、有償預かり修理扱いとなる。交換代金は5,092円。
本端末は、ソニーエリクソン時代も含めたソニーモバイルの端末としてはS002（SO002）以来となるグローバルパスポートCDMA非対応となり、その代わりにUMTSデータローミングに対応している。
なお、この端末はauの他の多くの端末にある「最初に挿入したau ICカード以外は使用不可」という制限がなく、先代機種であるIS11Sと同様、他のau ICカードを差した場合にも使用できる。

## Android 4.0での変更点
2012年7月31日にAndroid 4.0へのアップデートが開始された。
アップデートに伴う変更点・機能の追加は以下とおり。
- ブラウザにおいてスマートフォン向けサイトとパソコン向けサイトを切り替える機能の追加
- カレンダーのズーム機能の追加
- 着信拒否メッセージ編集機能の追加
- Eメール(～@ezweb.ne.jp) アプリの改善
  - au絵文字、デコレーション絵文字の刷新
  - 背景設定機能の追加
  - 添付ファイルの保存先変更の追加
  - 本文未受信メールを受信した場合、メール詳細画面から本文取得が開始できるよう改善
- Cメールの絵文字対応
- 「バックアップと復元アプリ」の追加
- 「Notes」アプリの追加
- 音楽アプリの変更(Music Player→WALKMAN)
- 非対応のmicroSDXCメモリカード内のデータが破損される事象の改善
- Wi-Fiの品質向上

## 歴史
- 2012年（平成24年）1月10日 - ソニー・エリクソン（当時）よりCESにて発表。
- 2012年1月16日 - KDDIおよびソニー・エリクソン・モバイルコミュニケーションズ（当時）より公式発表。
- 2012年1月20日 - JATE通過（AD12-0012001）[3]
- 2012年2月4日 - 連邦通信委員会（FCC）を通過。[4]
- 2012年3月10日 - 北陸・中国・四国・九州・沖縄地区にて先行発売。
- 2012年3月11日 - 北海道・中部地区にて発売。
- 2012年3月14日 - 上記以外の残りの地区にて発売。
- 2012年6月11日 - Android 4.0へのバージョンアップを発表[5]
- 2012年6月22日 - 新色発売開始。
- 2012年7月31日 - Android 4.0.4へのバージョンアップを開始[6][7]。
- 2013年6月3日 - Bluetooth SIGの認証を再取得。しかし、Android 4.1.2へのアップデートに関する公式発表はしていない。[8]

## プリインストールアプリ
- SE Home
- POBox Touch 5.0
- Timescape
- TrackID
- Skype
- jibe
- au one マーケット
- LISMO
- Video Unlimited
- PS Store

## 主な機能・サービス
※PC向けWebブラウザが標準装備されている。携帯向けサイト(EZWeb)は他のスマートフォンやPCと同じく閲覧不可。
| 主な機能・対応サービス                                                  | 主な機能・対応サービス                           | 主な機能・対応サービス              | 主な機能・対応サービス                                             |
| ----------------------------------------------------------------------- | ------------------------------------------------ | ----------------------------------- | ------------------------------------------------------------------ |
| Webブラウザ                                                             | LISMO! for Android メディアプレイヤー LISMO WAVE | おサイフケータイ                    | ワンセグ                                                           |
| au one メール PCメール Gmail EZwebメール                                | デコレーションメール                             | Skype au                            | PCドキュメント                                                     |
| au Smart Sports Run & Walk Karada Manager ゴルフ(web版) Fitness、歩数計 | GPS 方位計                                       | au oneナビウォーク au one助手席ナビ | au one ニュースEX au one GREE                                      |
| じぶん銀行                                                              | 緊急速報メール                                   | Bluetooth                           | 無線LAN機能 (Wi-Fi) テザリング (Wi-Fi・USB) +WiMAX (モバイルWiMAX) |
| 赤外線通信                                                              | WIN HIGH SPEED                                   | グローバルパスポート(GSM)           | auフェムトセル                                                     |
| microSD microSDHC                                                       | モーションセンサー(6軸)                          | 防水 防塵                           | 簡易留守録 着信拒否設定                                            |

- 安心セキュリティパックは、フル対応

## アップデート
- 2012年3月10日に以下の不具合の修正がケータイアップデートによって行われた[13]。
スリープ画面からの復帰時に稀にディスプレイが表示されない場合がある。
- 2012年4月4日に以下の不具合の修正がケータイアップデートによって行われた[14]。
電源ON時等に、携帯電話が再起動する場合がある。
- 2012年5月15日に以下の不具合の修正がケータイアップデートによって行われた[15]。
充電ランプが点灯しても充電が開始されない場合がある。
- 2012年10月31日に以下の不具合の修正がケータイアップデートによって行われた[16]。
Wi-Fiの品質を向上。
GPSが正常に測位できない場合がある。
電話帳のプロフィール編集ができない場合がある。
- 2013年2月5日に以下の不具合の修正がケータイアップデートによって行われた[17]。
設定と異なる着信音が鳴動する場合がある事象の改善。
- 2013年8月6日に以下の不具合の修正がケータイアップデートによって行われた[18]。
特定サイト閲覧時に画面表示が崩れる場合がある事象の改善。